# Karangtalun (Bobotsari)
Karangtalun is een bestuurslaag in het regentschap Purbalingga van de provincie Midden-Java, Indonesië. Karangtalun telt 3232 inwoners (volkstelling 2010).